# Murğuzallı
Murğuzallı è un comune dell'Azerbaigian situato nel distretto di İmişli. Conta una popolazione di 611 abitanti.